# واکسیناسیون کووید ۱۹ در ایالات متحده آمریکا
واکسیناسیون کروناویروس ۲۰۱۹ در ایالات متحده، کارزاری برای واکسیناسیون و ایجاد ایمنی‌ گسترده در مقابل دنیاگیری کووید-۱۹ در ایالات متحده آمریکا است. پس از تایید مجوز استفاده ی اضطراری واکسن کووید-۱۹ فایزر–بیوان‌تک توسط سازمان غذا و داروی آمریکا در ۱۰ دسامبر سال ۲۰۲۰، واکسیناسیون‌های گسترده در ۱۴ دسامبر سال ۲۰۲۰ آغاز شد. سپس واکسن کووید-۱۹ مدرنا برای استفاده در ۱۷ دسامبر سال ۲۰۲۰ تأیید شد و واکسن واکسن کووید-۱۹ جانسون اند جانسون برای استفاده در ۲۷ فوریه سال ۲۰۲۱ تأیید شد.
این کارزار توسط دولت آمریکا و به ریاست دونالد ترامپ آغاز شد و به جو بایدن منتقل شد که در ۲۰ ژانویه ۲۰۲۱ رئیس‌جمهور جدید ایالات متحده شد. وی دوره ریاست جمهوری خود را با هدف فوری واکسیناسیون ۱۰۰ میلیون دوز در ۱۰۰ روز نخست حضور خود در دفتر آغاز کرد، و با امضای یک دستورالعمل اجرایی شامل افزایش تجهیزات برای واکسیناسیون بود. این هدف در ۱۹ مارس ۲۰۲۱ محقق شد. در ۲۵ مارس ۲۰۲۱، رئیس‌جمهور جو بایدن اعلام کرد که هدف جدید واکسیناسیون را تزریق ۲۰۰ میلیون دوز در ۱۰۰ روز آینده تعیین می‌کند.

## زمینه
از اوایل سال ۲۰۲۰، بیش از ۷۰ شرکت در سراسر جهان (با پنج یا شش شرکت اصلی در ایالات متحده) تحقیقات برای تولید واکسن کووید-۱۹ را آغاز کردند. این رقابت جهانی پیامدهای امنیت ملی را برای کشورهای مختلف به همراه داشت.

## تاریخ
جمعیت کل افرادی که تا ۲۱ ژوئن 2021 در آمریکا واکسن زده‌اند
واکسن‌های تزریق شده بر حسب شرکت سازنده تا تاریخ ۲۰ ژوئن ۲۰۲۱

### جدول زمانی

#### دسامبر ۲۰۲۰
در ۱۴ دسامبر سال ۲۰۲۰، اولین دوزها تجویز شد. ساندرا لیندزی از کوئینز، شهر نیویورک اولین آمریکایی بود که واکسن کووید-۱۹ مورد تأیید FDA را تزریق کرد.

## واکسن در ایالت‌ها
تا تاریخ ۳۰ مارس ۲۰۲۱
| ایالت / قلمرو             | واکسینه شده | % از جمعیت کل |
| ------------------------- | ----------- | ------------- |
| آلاباما                   | ۱٬۰۴۷٬۱۷۹   | ۲۳٫۱          |
| آلاسکا                    | ۲۴۷٬۰۹۷     | ۳۳٫۸          |
| آریزونا                   | ۲٬۱۲۵٬۶۹۶   | ۲۹٫۲          |
| آرکانزاس                  | ۷۷۲٬۴۵۷     | ۲۵٫۶          |
| کالیفرنیا                 | ۱۱٬۹۲۹٬۴۷۶  | ۳۰٫۲          |
| کلرادو                    | ۱٬۶۹۲٬۳۴۳   | ۲۹٫۴          |
| کنتیکت                    | ۱٬۲۴۴٬۳۸۴   | ۳۴٫۹          |
| دلاویر                    | ۲۹۵٬۳۹۶     | ۳۰٫۳          |
| فلوریدا                   | ۵٬۹۱۶٬۸۰۹   | ۲۷٫۵          |
| جورجیا                    | ۲٬۴۶۵٬۵۳۹   | ۲۳٫۲          |
| هاوایی                    | ۴۴۴٬۰۹۹     | ۳۱٫۴          |
| آیداهو                    | ۴۵۴٬۵۳۵     | ۲۵٫۴          |
| ایلینوی                   | ۳٬۸۶۵٬۹۵۱   | ۳۰٫۵          |
| ایندیانا                  | ۱٬۶۷۸٬۱۴۷   | ۲۴٫۹          |
| آیووا                     | ۹۶۲٬۵۰۳     | ۳۰٫۵          |
| کانزاس                    | ۸۵۹٬۲۱۴     | ۲۹٫۵          |
| کنتاکی                    | ۱٬۳۷۳٬۱۰۸   | ۳۰٫۷          |
| لوئیزیانا                 | ۱٬۱۹۵٬۹۱۱   | ۲۵٫۷          |
| مین (ایالت)               | ۴۵۵٬۵۸۳     | ۳۳٫۹          |
| مریلند                    | ۱٬۸۴۲٬۰۹۲   | ۳۰٫۵          |
| ماساچوست                  | ۲٬۳۱۶٬۹۸۸   | ۳۳٫۶          |
| میشیگان                   | ۲٬۶۸۰٬۷۹۴   | ۳۳٫۱          |
| مینه‌سوتا                  | ۱٬۷۵۳٬۳۰۱   | ۳۱٫۱          |
| میسیسیپی (ایالت)          | ۷۶۴٬۳۷۰     | ۲۴٫۳          |
| میزوری                    | ۱٬۵۵۰٬۱۰۳   | ۲۵٫۳          |
| مونتانا                   | ۳۱۸٬۹۶۸     | ۲۹٫۸          |
| نبراسکا                   | ۵۸۵٬۰۲۵     | ۳۰٫۲          |
| نوادا                     | ۸۴۵٬۸۹۶     | ۲۷٫۵          |
| نیوهمپشر                  | ۴۱۲٬۰۵۷     | ۳۰٫۳          |
| نیوجرسی                   | ۲٬۹۰۳٬۰۶۸   | ۳۲٫۷          |
| نیومکزیکو                 | ۷۴۲٬۸۸۴     | ۴۴٫۲          |
| New York (state)          | ۵٬۹۳۵٬۱۳۹   | ۳۰٫۵          |
| کارولینای شمالی           | ۲٬۹۸۳٬۴۲۹   | ۲۸٫۴          |
| داکوتای شمالی             | ۲۴۴٬۷۹۰     | ۳۲٫۱          |
| اوهایو                    | ۳٬۳۵۴٬۳۶۱   | ۲۸٫۷          |
| اکلاهما                   | ۱٬۲۰۶٬۵۵۰   | ۳۰٫۵          |
| اورگن                     | ۱٬۱۶۹٬۱۸۵   | ۲۷٫۷          |
| پنسیلوانیا                | ۴٬۰۰۳٬۱۷۲   | ۳۱٫۳          |
| رود آیلند                 | ۳۴۵٬۶۸۹     | ۳۲٫۶          |
| کارولینای جنوبی           | ۱٬۳۸۷٬۶۱۰   | ۲۷٫۰          |
| داکوتای جنوبی             | ۳۰۴٬۴۸۰     | ۳۴٫۴          |
| تنسی                      | ۱٬۶۷۷٬۵۶۹   | ۲۴٫۶          |
| تگزاس                     | ۷٬۲۸۲٬۴۲۲   | ۲۵٫۳          |
| یوتا                      | ۸۷۸٬۸۶۷     | ۲۵٫۴          |
| ورمانت                    | ۲۰۶٬۹۵۶     | ۳۳٫۲          |
| ویرجینیا                  | ۲٬۶۲۰٬۸۱۶   | ۳۰٫۷          |
| واشینگتن (ایالت)          | ۲٬۲۵۰٬۱۱۸   | ۲۹٫۵          |
| ویرجینیای غربی            | ۵۳۰٬۸۵۸     | ۲۹٫۶          |
| ویسکانسین                 | ۱٬۷۲۶٬۵۱۹   | ۲۹٫۷          |
| وایومینگ                  | ۱۵۶٬۶۳۸     | ۲۷٫۱          |
| 50 states                 | ۹۴٬۳۱۰٬۱۷۷  | ۲۸٫۷          |
| ساموای آمریکا             | ۱۷٬۷۱۸      | ۳۱٫۸          |
| واشینگتن دی.سی.           | ۱۸۵٬۹۲۸     | ۲۶٫۳          |
| گوآم                      | ۵۲٬۵۳۵      | ۳۱٫۷          |
| جزایر ماریانای شمالی      | ۱۶٬۳۷۴      | ۲۸٫۸          |
| پورتوریکو                 | ۶۹۲٬۸۶۳     | ۲۱٫۷          |
| جزایر ویرجین ایالات متحده | ۲۴٬۳۱۵      | ۲۳٫۲          |
| قلمروهای ایالات متحده     | ۹۸۹٬۷۳۳     | ۲۳٫۱          |
| ایالات متحده آمریکا       | ۹۵٬۲۹۹٬۹۱۰  | ۲۸٫۶          |
| جزایر مارشال              | ۱۲٬۴۵۲      | ۲۱٫۳          |
| ایالات فدرال میکرونزی     | ۱۵٬۰۴۶      | ۱۴٫۵          |
| پالائو                    | ۸٬۴۰۴       | ۴۶٫۹          |
| پیمان اتحادیه آزاد        | ۳۵٬۹۰۲      | ۱۹٫۹          |
| USA + CoFA                | ۹۵٬۳۳۵٬۸۱۲  | ۲۸٫۶          |

## توضیحات
1. ↑  The U.S.'s vaccination campaign and data collection also includes the three sovereign nations in the پیمان اتحادیه آزاد: پالائو، جزایر مارشال و ایالات فدرال میکرونزی.[۱][۲]
2. ↑  Number of unique individuals who have received at least one dose of a COVID-19 vaccine.